# Giovanni Battista Aostalli

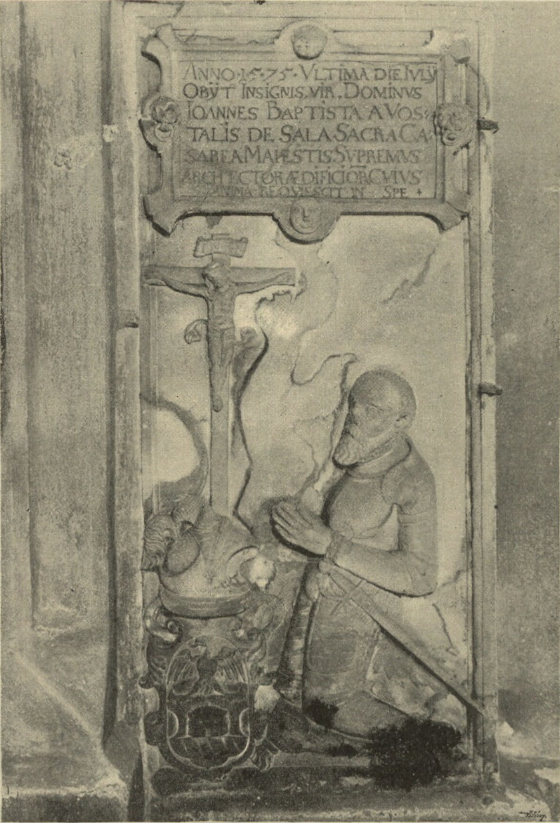
Grabplatte Aostallis in der Heilig-Kreuz-Kirche von Poděbrady

Giovanni Battista Aostalli (auch: Avostalli, Avostalo, Aostalli de Sala, Vostalis; * um 1510 in Savosa; † 30. Juli 1575 in Poděbrady, damals Podiebrad genannt) war ein aus dem Tessin stammender Baumeister, der überwiegend in Böhmen tätig war.

## Biographie
Giovanni Battista Aostalli entstammte der Tessiner Baumeisterfamilie Aostalli. Zusammen mit seinen Brüdern Antonio, Francesco und Stefano Aostalli sowie weiteren Verwandten bildete er eine Baugruppe, die in Prag und anderen Orten Böhmens tätig war. 1541 hatte er Aufträge auf der Prager Burg, wo er für 1548 urkundlich als Leiter seiner Baugruppe nachgewiesen ist. Weitere Bauaufgaben führte er am Bau des Veitsdoms, des Lusthauses der Königin Anna und des königlichen Hospitals auf dem Hradschin aus. 1549 wurde ihm die Bauleitung über die königlichen Besitzungen östlich von Prag übertragen, deren Oberaufsicht den königlichen Baumeistern des Prager Schlosses oblag (bis 1552 Paolo Stella, danach Hans Tirol und ab 1560 Bonifaz Wohlmut).
Giovanni Battistas Hauptaufgabe war der Umbau des königlichen Schlosses Podiebrad, wo er für das Jahr 1550 mit seiner eigenen Baugruppe nachgewiesen ist. Er ließ sich in Podiebrad nieder, erwarb dort mehrere Liegenschaften und errichtete für sich einen Gutshof. Für seine Arbeiten erhielt er 1559 und 1564 Belohnungen. Es wird angenommen, dass an den Arbeiten auch Ulrico Aostalli als Berater oder Gutachter beteiligt war, dessen Anwesenheit in Podiebrad 1568 belegt ist.
Zeitgleich mit den Arbeiten am Schloss erbaute er in der Stadt einige Bürgerhäuser sowie ein Hospital und restaurierte die gotische Pfarrkirche, die er auf eigene Kosten um die Seitenkapelle erweitert haben soll. In Chlumetz bei Königgrätz wurde unter seiner Leitung 1551–1555 die alte Burg instand gesetzt.
1568–1575 leitete er den Erweiterungsbau am Schloss Leitomischl, dessen Oberaufsicht Ulrico Aostalli oblag. Wieder in Podiebrad errichtete er 1572 das Tor sowie das neue Brauhaus. Die ihm ebenfalls zugeschriebene Mitarbeit an den königlichen Schlössern Pardubitz, Brandeis und Lissa ist quellenmäßig nicht belegt.
Nach seinem Tod wurde er in der von ihm renovierten Pfarrkirche von Podiebrad bestattet. Das Grabmal mit einem Bildnis ist noch erhalten.